# Großer Preis von San Marino 2006
Der Große Preis von San Marino 2006 (offiziell Formula 1 Gran Premio Foster's di San Marino 2006) fand am 23. April auf dem Autodromo Enzo e Dino Ferrari in Imola statt und war das vierte Rennen der Formel-1-Weltmeisterschaft 2006.

## Hintergründe
Nach dem Großen Preis von Australien führte Fernando Alonso in der Fahrerwertung mit 28 Punkten vor Giancarlo Fisichella und Kimi Räikkonen. In der Konstrukteurswertung führte Renault mit 42 Punkten vor McLaren-Mercedes und Ferrari.
Yūji Ide bestritt sein letztes Formel-1-Rennen, da ihm anschließend die Super-Lizenz entzogen wurde.
Der Große Preis von San Marino wurde letztmals ausgetragen.
Mit Michael Schumacher (sechsmal), Alonso, Ralf Schumacher und David Coulthard (jeweils einmal) traten vier ehemalige Sieger zu diesem Grand Prix an.

### Training
Die letzten sechs Teams der Konstrukteursmeisterschaft 2005 waren berechtigt am Freitag im freien Training ein drittes Auto einzusetzen, selbiges galt für das neue elfte Team Super Aguri. Diese Fahrer fuhren am Freitag, traten aber weder im Qualifying noch im Rennen an. Alexander Wurz (Williams), Anthony Davidson (Honda), Robert Doornbos (Red Bull), Robert Kubica (BMW Sauber), Giorgio Mondini (Spyker) und Neel Jani (Toro Rosso) nahmen in dieser Funktion an den Freitagstrainings teil.
Das erste freie Training entschied Michael Schumacher mit einer Zeit von 1:24,751 Minuten für sich vor Wurz und Kubica.
Das zweite freie Training gewann Alonso mit einer Zeit von 1:25,043 Minuten, gefolgt von Michael Schumacher und Kubica.
Im dritten freien Training setzte erneut Michael Schumacher die Bestzeit (1:23,787 Minuten) und platzierte sich so vor Alonso und Fisichella.

### Qualifying
Das Qualifying wurde in drei Qualifikationsabschnitten ausgetragen. In den beiden ersten schieden die jeweils sechs langsamsten Fahrer aus, im letzten wurde um die Pole-Position gefahren.
Im ersten Qualifikationsabschnitt (Q1) schieden Christian Klien, Scott Speed, die beiden Midland und die beiden Super Aguri aus.
Im zweiten Qualifikationsabschnitt (Q2) schieden Fisichella, die beiden BMW Sauber, Nico Rosberg, Coulthard und Vitantonio Liuzzi aus.
Michael Schumacher sicherte sich im dritten Qualifikationsabschnitt (Q3) die Bestzeit und sicherte sich seine 66. Pole-Position und war nun alleiniger Rekordhalter vor Ayrton Senna. Auf den Plätzen zwei und drei landeten Jenson Button und Rubens Barrichello.

### Rennen
Der Start ließ die Spitzenpositionen unverändert, während Ide hinten ein riskantes Manöver vollführte und dabei mit Christijan Albers in Berührung kam. Der niederländische Fahrer überschlug sich mehrfach, ohne dass er körperliche Folgen davontrug. Das Verhalten blieb nicht ohne Folgen: Im Rennen musste der japanische Fahrer zunächst zwei Stopps in zwei Runden einlegen und dann in der dreiundzwanzigsten Runde aufgrund von Aufhängungsproblemen aufgeben. Im Anschluss wurde auch aufgrund dieser Aktion die Super-Lizenz widerrufen.
Das Rennen ging weiter und die ersten, die zur Box kamen, waren Button und Barrichello. Nach ihnen waren die Ferrari an der Reihe, die Juan Pablo Montoya somit die Führung überließen, bis dieser in der folgenden Runde stoppte. In dieser Phase fiel Jarno Trulli aufgrund eines Lenkproblems aus.
Zu Beginn der 33. Runde stoppte Button ein zweites Mal: Der Einfüllstutzen blieb bei Tankvorgang hängen und der Brite riss ihn beim Losfahren ab: Anschließend hielt er in der Boxengasse an, damit die Mechaniker ihn abhängen konnten und startet dann erneut, allerdings mit großer Verzögerung. Damit lag nun Alonso an der Spitze, der mit der schnellsten Runde des Rennens Druck machte. Nach seinem Stopp gelang es ihm jedoch nicht mehr, wieder an Michael Schumacher heranzufahren.
In der zweiten Rennhälfte klagte Michael Schumacher dann über Probleme, wodurch Alonso in nur acht Runden rund zehn Sekunden gutmachen konnte. In der 41. Runde stoppt der Spanier erneut, während Michael Schumacher eine Runde länger draußen blieb, in der er eine deutlich kürzere Zeit als die vorherigen fuhr, was ihm ermöglichte, nach dem Boxenstopp knapp vor seinem Renault-Konkurrenten wieder auf die Strecke zu fahren.
In der Schlussphase jagte Alonso Michael Schumacher, in einem Duell, bei dem die beiden Protagonisten im Vergleich zum Vorjahr die Rollen tauschten, ohne jedoch den Deutschen überholen zu können. In den Schlussrunden beging Alonso allerdings zwei Fehler, die ihm die Chance auf einen Sieg nahmen. Damit überquerte Michael Schumacher als Erster die Ziellinie, unterbrach die Siegesserie von Renault mit drei Siegen in Folge und holte sich in Imola seinen siebten Erfolg. Zweiter wurde Alonso vor Montoya. Die restlichen Punkteplatzierungen belegten Felipe Massa, Räikkönen, Mark Webber, Button und Fisichella.
In der Fahrerwertung führte weiterhin Alonso. Zweiter war nun Michael Schumacher vor Räikkönen. In der Konstrukteurswertung blieben die ersten drei Positionen unverändert.

## Meldeliste
| Team                              | Nr. | Fahrer               | Chassis          | Motor                | Reifen |
| --------------------------------- | --- | -------------------- | ---------------- | -------------------- | ------ |
| Mild Seven Renault F1 Team        | 01  | Fernando Alonso      | Renault R26      | Renault 2.4 V8       | M      |
| Mild Seven Renault F1 Team        | 02  | Giancarlo Fisichella | Renault R26      | Renault 2.4 V8       | M      |
| Team McLaren Mercedes             | 03  | Kimi Räikkönen       | McLaren MP4-21   | Mercedes-Benz 2.4 V8 | M      |
| Team McLaren Mercedes             | 04  | Juan Pablo Montoya   | McLaren MP4-21   | Mercedes-Benz 2.4 V8 | M      |
| Scuderia Ferrari Marlboro         | 05  | Michael Schumacher   | Ferrari 248 F1   | Ferrari 2.4 V8       | B      |
| Scuderia Ferrari Marlboro         | 06  | Felipe Massa         | Ferrari 248 F1   | Ferrari 2.4 V8       | B      |
| Panasonic Toyota Racing           | 07  | Ralf Schumacher      | Toyota TF106B    | Toyota 2.4 V8        | B      |
| Panasonic Toyota Racing           | 08  | Jarno Trulli         | Toyota TF106B    | Toyota 2.4 V8        | B      |
| Williams F1 Team                  | 09  | Mark Webber          | Williams FW28    | Cosworth 2.4 V8      | B      |
| Williams F1 Team                  | 10  | Nico Rosberg         | Williams FW28    | Cosworth 2.4 V8      | B      |
| Williams F1 Team                  | 35  | Alexander Wurz       | Williams FW28    | Cosworth 2.4 V8      | B      |
| Lucky Strike Honda Racing F1 Team | 11  | Rubens Barrichello   | Honda RA106      | Honda 2.4 V8         | M      |
| Lucky Strike Honda Racing F1 Team | 12  | Jenson Button        | Honda RA106      | Honda 2.4 V8         | M      |
| Lucky Strike Honda Racing F1 Team | 36  | Anthony Davidson     | Honda RA106      | Honda 2.4 V8         | M      |
| Red Bull Racing                   | 14  | David Coulthard      | Red Bull RB2     | Ferrari 2.4 V8       | M      |
| Red Bull Racing                   | 15  | Christian Klien      | Red Bull RB2     | Ferrari 2.4 V8       | M      |
| Red Bull Racing                   | 37  | Robert Doornbos      | Red Bull RB2     | Ferrari 2.4 V8       | M      |
| BMW Sauber F1 Team                | 16  | Nick Heidfeld        | BMW Sauber F1.06 | BMW 2.4 V8           | M      |
| BMW Sauber F1 Team                | 17  | Jacques Villeneuve   | BMW Sauber F1.06 | BMW 2.4 V8           | M      |
| BMW Sauber F1 Team                | 38  | Robert Kubica        | BMW Sauber F1.06 | BMW 2.4 V8           | M      |
| Spyker MF1 Team                   | 18  | Tiago Monteiro       | Midland M16      | Toyota 2.4 V8        | B      |
| Spyker MF1 Team                   | 19  | Christijan Albers    | Midland M16      | Toyota 2.4 V8        | B      |
| Spyker MF1 Team                   | 39  | Giorgio Mondini      | Midland M16      | Toyota 2.4 V8        | B      |
| Scuderia Toro Rosso               | 20  | Vitantonio Liuzzi    | Toro Rosso STR1  | Cosworth 3.0 V10     | M      |
| Scuderia Toro Rosso               | 21  | Scott Speed          | Toro Rosso STR1  | Cosworth 3.0 V10     | M      |
| Scuderia Toro Rosso               | 40  | Neel Jani            | Toro Rosso STR1  | Cosworth 3.0 V10     | M      |
| Super Aguri Formula 1             | 22  | Takuma Satō          | Super Aguri SA06 | Honda 2.4 V8         | B      |
| Super Aguri Formula 1             | 23  | Yūji Ide             | Super Aguri SA06 | Honda 2.4 V8         | B      |

Anmerkungen

1. 1 2 3 4 5 6  Nahm nur an den Freitagstrainings teil.

## Klassifikationen

### Qualifying
| Pos. | Fahrer               | Konstrukteur        | Q1       | Q2       | Q3       | Start |
| ---- | -------------------- | ------------------- | -------- | -------- | -------- | ----- |
| 01   | Michael Schumacher   | Ferrari             | 1:24,598 | 1:22,579 | 1:22,795 | 01    |
| 02   | Jenson Button        | Honda               | 1:24,480 | 1:23,749 | 1:22,988 | 02    |
| 03   | Rubens Barrichello   | Honda               | 1:24,727 | 1:23,760 | 1:23,242 | 03    |
| 04   | Felipe Massa         | Ferrari             | 1:24,884 | 1:23,595 | 1:23,702 | 04    |
| 05   | Fernando Alonso      | Renault             | 1:23,536 | 1:23,743 | 1:23,709 | 05    |
| 06   | Ralf Schumacher      | Toyota              | 1:24,370 | 1:23,565 | 1:23,772 | 06    |
| 07   | Juan Pablo Montoya   | McLaren-Mercedes    | 1:24,960 | 1:23,760 | 1:24,021 | 07    |
| 08   | Kimi Räikkönen       | McLaren-Mercedes    | 1:24,259 | 1:23,190 | 1:24,158 | 08    |
| 09   | Jarno Trulli         | Toyota              | 1:24,446 | 1:23,727 | 1:24,172 | 09    |
| 10   | Mark Webber          | Williams-Cosworth   | 1:24,992 | 1:23,718 | 1:24,795 | 10    |
| 11   | Giancarlo Fisichella | Renault             | 1:24,434 | 1:23,771 | –        | 11    |
| 12   | Jacques Villeneuve   | BMW Sauber          | 1:25,081 | 1:23,887 | –        | 12    |
| 13   | Nico Rosberg         | Williams-Cosworth   | 1:24,495 | 1:23,966 | –        | 13    |
| 14   | David Coulthard      | Red Bull-Ferrari    | 1:24,849 | 1:24,101 | –        | 14    |
| 15   | Nick Heidfeld        | BMW Sauber          | 1:25,410 | 1:24,129 | –        | 15    |
| 16   | Vitantonio Liuzzi    | Toro Rosso-Cosworth | 1:24,879 | 1:24,520 | –        | 16    |
| 17   | Christian Klien      | Red Bull-Ferrari    | 1:25,410 | –        | –        | 17    |
| 18   | Scott Speed          | Toro Rosso-Cosworth | 1:25,437 | –        | –        | 18    |
| 19   | Tiago Monteiro       | MF1 Racing          | 1:26,820 | –        | –        | 19    |
| 20   | Christijan Albers    | MF1 Racing          | 1:27,088 | –        | –        | 20    |
| 21   | Takuma Satō          | Super Aguri-Honda   | 1:27,609 | –        | –        | 21    |
| 22   | Yūji Ide             | Super Aguri-Honda   | 1:29,282 | –        | –        | 22    |

### Rennen
| Pos. | Fahrer               | Konstrukteur        | Runden | Stopps | Zeit         | Start | Schnellste Runde |
| ---- | -------------------- | ------------------- | ------ | ------ | ------------ | ----- | ---------------- |
| 01   | Michael Schumacher   | Ferrari             | 62     | 2      | 1:31:046,486 | 01    | 1:24,624 (19.)   |
| 02   | Fernando Alonso      | Renault             | 62     | 2      | + 2,096      | 05    | 1:24,569 (23.)   |
| 03   | Juan Pablo Montoya   | McLaren-Mercedes    | 62     | 2      | + 15,868     | 07    | 1:25,096 (22.)   |
| 04   | Felipe Massa         | Ferrari             | 62     | 2      | + 17,096     | 04    | 1:25,528 (12.)   |
| 05   | Kimi Räikkönen       | McLaren-Mercedes    | 62     | 2      | + 17,524     | 08    | 1:25,027 (49.)   |
| 06   | Mark Webber          | Williams-Cosworth   | 62     | 2      | + 37,739     | 10    | 1:25,488 (39.)   |
| 07   | Jenson Button        | Honda               | 62     | 3      | + 39,635     | 02    | 1:25,347 (29.)   |
| 08   | Giancarlo Fisichella | Renault             | 62     | 2      | + 40,200     | 11    | 1:25,353 (43.)   |
| 09   | Ralf Schumacher      | Toyota              | 62     | 3      | + 45,511     | 06    | 1:25,316 (45.)   |
| 10   | Rubens Barrichello   | Honda               | 62     | 2      | + 1:17,851   | 03    | 1:26,129 (12.)   |
| 11   | Nico Rosberg         | Williams-Cosworth   | 62     | 2      | + 1:19,675   | 13    | 1:26,418 (30.)   |
| 12   | Jacques Villeneuve   | BMW Sauber          | 62     | 2      | + 1:22,370   | 12    | 1:25,438 (53.)   |
| 13   | Nick Heidfeld        | BMW Sauber          | 61     | 2      | + 1 Runde    | 15    | 1:25,996 (53.)   |
| 14   | Vitantonio Liuzzi    | Toro Rosso-Cosworth | 61     | 2      | + 1 Runde    | 16    | 1:25,679 (43.)   |
| 15   | Scott Speed          | Toro Rosso-Cosworth | 61     | 2      | + 1 Runde    | 18    | 1:26,248 (57.)   |
| 16   | Tiago Monteiro       | MF1 Racing          | 60     | 2      | + 2 Runden   | 19    | 1:27,160 (53.)   |
| –    | David Coulthard      | Red Bull-Ferrari    | 47     | 2      | DNF          | 14    | 1:26,855 (41.)   |
| –    | Takuma Satō          | Super Aguri-Honda   | 44     | 2      | DNF          | 21    | 1:29,100 (40.)   |
| –    | Christian Klien      | Red Bull-Ferrari    | 40     | 1      | DNF          | 17    | 1:26,759 (30.)   |
| –    | Yūji Ide             | Super Aguri-Honda   | 23     | 2      | DNF          | 22    | 1:31,032 (15.)   |
| –    | Jarno Trulli         | Toyota              | 5      | 0      | DNF          | 09    | 1:28,039 (04.)   |
| –    | Christijan Albers    | MF1 Racing          | 0      | 0      | DNF          | 20    | –                |

## WM-Stände nach dem Rennen
Die ersten acht des Rennens bekamen 10, 8, 6, 5, 4, 3, 2 bzw. 1 Punkt(e).

### Fahrerwertung
| Pos. | Fahrer               | Konstrukteur      | Punkte |
| ---- | -------------------- | ----------------- | ------ |
| 01   | Fernando Alonso      | Renault           | 36     |
| 02   | Michael Schumacher   | Ferrari           | 21     |
| 03   | Kimi Räikkönen       | McLaren-Mercedes  | 18     |
| 04   | Giancarlo Fisichella | Renault           | 15     |
| 05   | Juan Pablo Montoya   | McLaren-Mercedes  | 15     |
| 06   | Jenson Button        | Honda             | 13     |
| 07   | Felipe Massa         | Ferrari           | 9      |
| 08   | Ralf Schumacher      | Toyota            | 7      |
| 09   | Mark Webber          | Williams-Cosworth | 6      |
| 10   | Nick Heidfeld        | BMW Sauber        | 5      |
| 11   | Jacques Villeneuve   | BMW Sauber        | 5      |

| Pos. | Fahrer             | Konstrukteur        | Punkte |
| ---- | ------------------ | ------------------- | ------ |
| 12   | Rubens Barrichello | Honda               | 2      |
| 13   | Nico Rosberg       | Williams-Cosworth   | 2      |
| 14   | David Coulthard    | Red Bull-Ferrari    | 1      |
| 15   | Christian Klien    | Red Bull-Ferrari    | 1      |
| 16   | Scott Speed        | Toro Rosso-Cosworth | 0      |
| 17   | Jarno Trulli       | Toyota              | 0      |
| 18   | Vitantonio Liuzzi  | Toro Rosso-Cosworth | 0      |
| 19   | Christijan Albers  | MF1 Racing          | 0      |
| 20   | Takuma Satō        | Super Aguri-Honda   | 0      |
| 21   | Tiago Monteiro     | MF1 Racing          | 0      |
| 22   | Yūji Ide           | Super Aguri-Honda   | 0      |

### Konstrukteurswertung
| Pos. | Konstrukteur      | Punkte |
| ---- | ----------------- | ------ |
| 01   | Renault           | 51     |
| 02   | McLaren-Mercedes  | 31     |
| 03   | Ferrari           | 30     |
| 04   | Honda             | 15     |
| 05   | BMW Sauber        | 10     |
| 06   | Williams-Cosworth | 8      |

| Pos. | Konstrukteur        | Punkte |
| ---- | ------------------- | ------ |
| 07   | Toyota              | 7      |
| 08   | Red Bull-Ferrari    | 2      |
| 09   | Toro Rosso-Cosworth | 0      |
| 10   | MF1 Racing          | 0      |
| 11   | Super Aguri-Honda   | 0      |